# روني بورنس
روني بورنس (بالإنجليزية: Ronnie Burns)‏ هو مغني أسترالي، ولد في 8 سبتمبر 1946 في ملبورن في أستراليا.

## وصلات خارجية
- روني بورنس على موقع IMDb (الإنجليزية)
- روني بورنس على موقع ميوزك برينز (الإنجليزية)
- روني بورنس على موقع ديسكوغز (الإنجليزية)